# Angry Birds Star Wars
Angry Birds Star Wars è stato un videogioco multipiattaforma della Rovio Mobile, pubblicato l'8 novembre 2012. È basato sull'impostazione del celeberrimo Angry Birds e ambientato nell'universo di Guerre stellari. I personaggi, di conseguenza, assumono l'aspetto dei suoi personaggi più famosi: gli Angry Rebels dovranno sconfiggere gli Imperial Pigs, rispettivamente parodie dell'Alleanza Ribelle e dell'Impero Galattico.
Il 17 dicembre 2013 Rovio ha distribuito l'ultimo aggiornamento per il gioco.

## Ruolo degli Angry Rebels
- Red Skywalker: Red interpreta Luke Skywalker. Ha gli stessi poteri, con l'aggiunta della possibilità di utilizzare la spada laser.
- Obi-Wan Kaboomi: Bomb interpreta Obi-Wan Kenobi. Il suo potere è quello di utilizzare la Forza: quando si tocca lo schermo, Bomb spinge in quella direzione tutto ciò che c'è nelle vicinanze.
- Chuck Solo: Chuck interpreta Ian Solo. Il suo potere è quello di sparare con la pistola laser tre colpi nella direzione in cui si tocca lo schermo.
- Terebacca: Terence interpreta Chewbecca. Non ha alcun potere speciale.
- Stella Organa: Stella interpreta la Leila Organa. Ha un potere di attrazione: porta verso di sé ciò che si tocca sullo schermo.
- Blue Squadron: i Blues interpretano i piloti ribelli. Il loro potere è lo stesso dei Blues.
- C-3PYOLK: Matilda interpreta C-3PO. Il suo potere è quello di dividersi in vari pezzi al tocco dello schermo.
- R2-EGG2: l'uovo spaziale interpreta R2-D2. Il suo potere è quello di elettrificare i maiali nelle vicinanze al tocco dello schermo.

## Episodi
La storia segue la trama della saga di Guerre stellari.
Attraverso vari aggiornamenti sono stati pubblicati nuovi episodi e nuovi livelli.
| #   | Episodi            | Numero di livelli | Data di pubblicazione | Note |
| --- | ------------------ | ----------------- | --------------------- | --- |
| 1   | Tatooine           | 40 (4 x 10)       | 8 novembre 2012       | |
| 2   | Death Star         | 40 (4 x 10)       | 8 novembre 2012       | |
| 3   | Hoth               | 40 (4 x 10)       | 29 novembre 2012      | |
| 4   | Cloud City         | 40 (4 x 10)       | 28 marzo 2013         | |
| 5   | Moon of Endor      | 30 (3 x 10)       | 12 settembre 2013     | |
| 6   | Death Star 2       | 30 (3 x 10)       | 16 dicembre 2013      | |
| B   | Boba Fett Missions | 10                | 28 marzo 2013         | Episodio sbloccabile trovando tutti e 5 i Jetpack, acquistandolo in-app oppure utilizzando un codice promozionale.                                                                       |
| J   | Path of the Jedi   | 40                | 8 novembre 2012       | Episodio sbloccabile ottenendo tre stelle in tutti i livelli o acquistandolo in-app. |
| S/D | Bonus              | 12 + 11           | 8 novembre 2012       | Sono livelli bonus, con protagonisti C-3PYOLK e R2-EGG2; alcuni sbloccabili ottenendo il numero richiesto di "stelle", mentre altri trovando le golden eggs all'interno di vari livelli. |

## Versione per Facebook
Il 17 dicembre 2012, dopo molte richieste da parte dei fan, è uscita la versione per Facebook.
Il 17 dicembre 2013, è stato annunciato che dal 4 marzo 2014 il gioco non sarà più disponibile su Facebook.